# Пике
Пике или звиждари или зечеви звиждачи (лат. Ochotonidae) су породица сисара из реда двозубаца, у породици постоји само један живући род, а то је род пика (лат. Ochotona) у коме постоји 30 врста. Пике насељавају планинска подручја Азије, са изузетком две врсте које насељавају Северну Америку.

## Име
Име пика потиче из тунгуског језика, док латински назив рода Ochotona потиче од монголске речи огдои, што значи „пика”.

## Опис
Пике су мали сисари, удови су им кратки, а уши округле. Достижу дужину тела од 15 до 23 cm и тежину од 120 до 350 g, зависно од врсте. За неке врсте пика, као што је на пример огрличаста пика, се зна да складиште мртве птице у својим склоништима, којима се хране у току зиме.
Пике су биљоједи, који се хране различитим врстама биљне хране, као што су разне врсте трава, маховине, лишајеви, изданци грмова итд. У току године сакупљају биљну храну, коју у облику малих „бала сена” складиште испод камења, а затим их једу преко зиме.
Пике које живе међу стењем имају мала легла са мање од 5 младунаца, док пике које живе у брлозима рађају већи број младунаца и паре се чешће, могуће због веће расположивости хране у њиховим стаништима. Младунци се рађају после 25 до 30 дана.

## Станиште
Пике живе у пределима са хладном климом, углавном у Азији, Северној Америци и источној Европи. Већина врста насељава камените планинске падине, на којима пике могу наћи склоништа у пукотинама у стењу. Мали број врста пика насељава степе у којима су им склоништа брлози, које саме праве. У планинама Евроазије, пике често деле своје брлоге са снежним зебама, које у њима граде своја гнезда.

## Врсте
Живуће врсте које припадају роду пика (лат. Ochotona):
Род Ochotona:
| - Подрод Pika (северне пике): - Алпска пика / алтајска пика (Ochotona alpina) - Хеланшанска пика / сребрна пика (Ochotona argentata) - Огрличаста пика (Ochotona collaris) - Хофманова пика (Ochotona hoffmanni) - Северна пика / сибирска пика (Ochotona hyperborea) - Монголска пика / Паласова пика (Ochotona pallasi) - Америчка пика (Ochotona princeps) - Туруханска пика (Ochotona turuchanensis) - Подрод Ochotona (пике жбуновитих степа): - Гансуанска пика / сива пика (Ochotona cansus) - Црноуста пика (Ochotona curzoniae) - Даурска пика (Ochotona dauurica) - Цинглиншка пика (Ochotona huangensis) - Нубријска пика (Ochotona nubrica) - Степска пика (Ochotona pusilla) - Афганска пика (Ochotona rufescens) - Тибетска пика (Ochotona thibetana) - Томасова пика (Ochotona thomasi) | - Подрод Conothoa (планинске пике): - Кинеска црвена пика (Ochotona erythrotis) - Форестова пика (Ochotona forresti) - Гаолигоншка пика (Ochotona gaoligongensis) - Камска пика / Гловерова пика (Ochotona gloveri) - Хималајска пика (Ochotona himalayana) - Тјаншанска пика (Ochotona iliensis) - Козловљева пика (Ochotona koslowi) - Ладачка пика (Ochotona ladacensis) - Великоуха пика (Ochotona macrotis) - Сечуанска пика (Ochotona muliensis) - Црна пика (Ochotona nigritia) - Ројлова пика (Ochotona roylei) - Туркестанска црвена пика (Ochotona rutila) |

### Изумрле врсте
- Евроазија
  - Велике пике
    - Ochotona chowmincheni † (Кина: округ Баоде, касни Миоцен)[7][8][9]
    - Ochotona gromovi † (Азија, Плиоцен)[9]
    - Ochotona gudrunae † (Кина: провинција Шанси, рани Плеистоцен)[7][8][9]
    - Ochotona guizhongensis † (Тибет, касни Миоцен)[7][9][10]
    - Ochotona lagreli † (Кина: Унутрашња Монголија, касни Миоцен - касни Плиоцен)[7][8][9][10]
    - Ochotona magna † (Кина, рани Плеистоцен)[7][9][11]
    - Ochotona tologoica † (Забајкалје, Плиоцен)[7][9][11]
    - Ochotona transcaucasica † (Закавказје: источна Грузија и Азербејџан, Забајкалје и вероватно јужна Европа, рани до касни Плеистоцен)[7][8][9]
    - Ochotona ursui † (Румунија, Плиоцен)[7][9]
    - Ochotona zasuchini † (Забајкалје, Плеистоцен)[7][9][11]
    - Ochotona zazhigini † (Азија, Плиоцен)[7][9]
    - Ochotona zhangi † (Кина, Плеистоцен)[7][9][11]

  - Средње пике
    - Ochotona agadjianiani † (Азија, Плиоцен)[9]
    - Ochotona antiqua † (Молдавија, Украјина и руске равнице, Кавказ, и вероватно Родос, од касног Миоцена до Плиоцена)[7][8][9]
    - Ochotona azerica † (Закавказје: Азербејџан,[12] middle Pliocene)[7][11]
    - Ochotona lingtaica † (Азија, Плиоцен)[7][9]
    - Ochotona dodogolica † (Азија: западно Забајкалје, Плеистоцен)[8][9]
    - Ochotona nihewanica † (Кина: Хебеј, рани Плеистоцен)[7][8][9][13]
    - Ochotona plicodenta † (Азија, Плиоцен)[7][9]
    - Ochotona polonica † (Европа: Пољска, Немачка, Француска, Плиоцен)[7][8][9]

  - Мале пике
    - Ochotona bazarovi † (Азија, Плиоцен)[7][11][13]
    - Ochotona dehmi † (Немачка: Шернфелд, Плеистоцен)[7][9]
    - Ochotona filippovi † (Сибир, Плеистоцен)[7][13]
    - Ochotona gracilis † (Азија, Плиоцен)[7][9]
    - Ochotona horaceki † (Словачка: Хонце, Плеистоцен)[7][9]
    - Ochotona minor † (Кина, касни Миоцен)[7][9][10]
    - Ochotona sibirica † (Азија, Плиоцен)[7][9]
    - Ochotona valerotae † (Француска, Плеистоцен)[7][9]
    - Ochotona youngi † (Азија, Плиоцен)[9]
and others.[7][9]

  - Други примери
    - Ochotona agadzhaniani † (Закавказје: Јерменија, Плиоцен)[7]
    - Ochotona alaica † (Азија: Киргистан, Плеистоцен)[7]
    - Ochotona (Proochotona) eximia † (Молдавија, Украјина, Русија, Казахстан, од Миоцена до Плиоцена)[7]
    - Ochotona (Proochotona) gigas † (Украјина, Плиоцен)[7]
    - Ochotona gureevi † (Забајкалје, средњи Плиоцен)[7][11]
    - Ochotona hengduanshanensis † (Кина, Плеистоцен)[7]
    - Ochotona intermedia † (Азија, Плиоцен)[7][9]
    - Ochotona (Proochotona) kalfaense † (Европа: Молдавија, Миоцен)[7]
    - Ochotona (Proochotona) kirgisica † (Азија: Киргистан, Плиоцен)[7]
    - Ochotona kormosi † (Мађарска, Плеистоцен)[7][8]
    - Ochotona (Proochotona) kurdjukovi † (Азија: Киргистан, Плиоцен)[7]
    - Ochotona largerli † (Грузија, Плеистоцен)[7]
    - Ochotona lazari † (Украјина, Плеистоцен)[7]
    - Ochotona mediterranensis † (Турска, Плиоцен)[7]
    - Ochotona ozansoyi † (Турска, Миоцен)[7]
    - Ochotona pseudopusilla † (Украјина и равнице Русије, Плеистоцен)[7][9]
    - Ochotona spelaeus † (Украјина, касни Плеистоцен)[7][14]
    - Ochotona tedfordi † (Кина: Јуше басен, касни Миоцен)[7][8]
    - Ochotona cf. whartoni † (Иркутска област и Јакутија, Плеистоцен)[9]
    - Ochotona zabiensis † (јужна Пољска, рани Плеистоцен)[7][8]
    - Ochotona sp. † (Грчка: Марица, Плиоцен)[9]
    - Ochotona sp. † (Мађарска: Острамос, Плеистоцен)[9]
    - Ochotona sp. † (Сибир, Плеистоцен)[9]
    - Ochotona sp. † (Јакутија, Плеистоцен)[9]
- Северна Америка
  - Ochotona gromovi † (САД: Колорадо, Плиоцен)[7]
  - Ochotona spanglei † (САД, касни Миоцен или рани Плиоцен)[7][9][13][15]
  - Ochotona tologoica † (САД: Колорадо, Плиоцен)[7]
  - Ochotona whartoni (џиновска пика) †, (САД, Канада, Плеистоцен - рани Холоцен)[7][9][13][16]
  - Ochotona wheatleyi † (САД: Аљаска, Плиоцен, касни Плеистоцен)[7]
  - Ochotona zazhigini † (САД: Колорадо, Плеистоцен)[7]
  - Изумрле мале пике сличне O. pusilla групи (Плеистоцен)[9]

Северноамеричке врсте су населиле Северну Америку из Евроазије у два таласа:
- Ochotona spanglei током касног Миоцена или раног Плиоцена, након чега постоји јаз дуг три милиона година у коме не постоје фосили који доказују постојање пика у Северној Америци.[9]
- Ochotona whartoni (џиновска пика) и мале пике преко Беринговог копненог моста током раног Плеистоцена.[9]

Фосили Ochotona cf. whartoni и малих пика из O. pusilla групе су пронађени и у Сибиру. Живуће ендемске северноамеричке врсте пика су се појавиле у Плеистоцену. Постоје мишљења да северноамеричке врсте огрличаста пика (O. collaris) и америчка пика (O. princeps) потичу од истог претка од ког потиче и степска пика (O. pusilla).
Ареал рода Ochotona (ареали живућих и изумрлих врста) је у прошлости био много већи и обухватао је и Западну Европу и Источну Северну Америку, области у којима пике данас не постоје.

## Изумрли родови
Изумрли родови породице пике (Ochotonidae):
| - Albertona †, - Alloptox †, - Amphilagus †, - Australagomys †, - Austrolagomys †, - Bellatona †, - Bellatonoides †, - Bohlinotona †, | - Cuyamalagus †, - Desmatolagus †, - Eurolagus †, - Gripholagomys †, - Gymnesicolagus †, - Hesperolagomys †, - Heterolagus †, - Kenyalagomys †, | - Lagopsis †, - Marcuinomys †, - Ochotonoides †, - Ochotonoma †, - Oklahomalagus †, - Oreolagus †, - Paludotona †, - Piezodus †, | - Plicalagus †, - Pliolagomys †, - Prolagus †, - Proochotona †, - Pseudobellatona †, - Ptychoprolagus †, - Russellagus †, - Sinolagomys †, - Titanomys †. |

Најстарији род је Desmatolagus (средњи Еоцен-Миоцен, 42,5–14,8 Ma), који је обично укључен у породицу Ochotonidae, али некад и у породицу Leporidae или ни у једну ни у другу.